# غيلبرت لي
غيلبرت لي (بالإنجليزية: Gilbert Lea)‏ هو لاعب كرة قدم أمريكية أمريكي، ولد في 16 ديسمبر 1912، وتوفي في 4 مايو 2008 في فيرو بيتش ‏ في الولايات المتحدة.